# Vreid
Vreid es un grupo de black metal con influencias hard rock originario de Noruega. Sus integrantes son exmiembros de la banda de black y viking metal Windir.

## Biografía
La historia de Vreid comienza en el año 2004. Después de la trágica muerte de Valfar, el vocalista de Windir, el resto de los miembros de la banda deciden poner término al grupo, y construir nuevos proyectos musicales.
Hvàll, el bajista de Windir, forma un nuevo grupo, llamado Vreid (palabra noruega que traducida al castellano significa "furia"). El grupo se inicia entonces con tres de los antiguos miembros de Windir: Hvàll, Sture y Steingrim, encontrando rápidamente un segundo guitarrista: Ese, un buen amigo del grupo y coproductor del álbum "Likferd" de Windir.
Hvàll escribió la mayoría de las composiciones para el primer álbum, titulado "Kraft" ("fuerza" en noruego). Las letras de las canciones están en noruego y en inglés.
Vreid firma rápidamente un contrato de tres álbumes con Tabu Records, la antigua etiqueta de Windir. El primer álbum se registró durante el verano de 2004 en el nuevo estudio personal de Hvàll: Studio 1184. Después de salida del álbum en octubre, Vreid hace una gira noruega con Enslaved, y tocan también en el quinto aniversario del Wolf's Lair Festival, en Oslo. En febrero de 2005 sigue una nueva gira con Enslaved, esta vez por toda Europa. El grupo toca en las principales ciudades europeas, y adquiere un gran éxito.
Hvàll ya había escrito algunos temas para el álbum siguiente, y en junio de 2005, el grupo comienza a ensayar. Entraron de nuevo al Studio 1184 para registrarlo en septiembre. Por ello "Pitch Black Brigade" sale en la primavera de 2006. Siguió una nueva gira en Noruega, con fechas en Sogndal, Bø, Sandnes y Bergen. Vreid formó también parte del festival Oslo Musicfest, así como del Pagan Nights Festival en Alemania.
En 2021 publica su álbum más reciente de nombre Wild North West, actualmente tienen contrato con el sello discográfico Season Of Mist.

## Discografía
- 2004 - Kraft
- 2006 - Pitch Black Brigade
- 2007 - I Krig
- 2009 - Milorg
- 2011 - V
- 2013 - Welcome Farewell
- 2015 - Sólverv
- 2018 - Lifehunger
- 2021 - Wild North West

## Miembros

### Miembros actuales
- Hváll (Jarle Kvåle) - Bajo (ex-Ulcus, ex-Windir)
- Steingrim (Jørn Holen) - Batería (Cor Scorpii, ex-Ulcus, ex-Windir)
- Sture Dingsøyr - Vocalista y Guitarra (ex-Chton, ex-Ulcus, ex-Windir, Finnugor)
- Strom (Stian Bakketeig) - Guitarra (Mistur, ex-Ulcus, ex-Windir, ex-Ulcus Molle, ex-Cor Scorpii)

## Enlaces
- Sitio oficial
- MySpace de la banda

- Datos: Q1640550
- Multimedia: Vreid / Q1640550